# Amt Neustadt-Glewe
Amt Neustadt-Glewe – niemiecki związek gmin leżący w kraju związkowym Meklemburgia-Pomorze Przednie, powiecie Ludwigslust-Parchim. Siedziba związku znajduje się w mieście Neustadt-Glewe.
W skład związku wchodzą trzy gminy:
1. Blievenstorf
2. Brenz
3. Neustadt-Glewe